# Sovereign (yacht)
Le monocoque Sovereign (K-12) est le challenger britannique de la Coupe de l'America (America's Cup) en 1964 se déroulant à Newport aux États-Unis.

## Construction
Sovereign est un monocoque de série internationale 12 Metre répondant à la norme internationale Third Rule America's Cup. Il a été construit par Alexander Robertson & Sons (en) à Sandbank en Écosse pour représenter le Royal Thames Yacht Club.

## Carrière

Guidon du RTYC

Sovereign a affronté sans succès le defender américain Constellation (US-20) du New York Yacht Club dessiné par Olin Stephens et barré par Bill Ficker qui avait déjà gagné la compétition en 1967 contre le challenger australien Dame Pattie. Il a perdu contre celui-ci par 4 manches à 0.